# Giorgi Beridze
Giorgi Beridze (tiếng Gruzia: გიორგი ბერიძე; sinh 12 tháng 5 năm 1997) là một cầu thủ bóng đá Gruzia thi đấu ở vị trí tiền vệ cánh cho Újpest.

## Sự nghiệp

### AS Trenčín
Beridze ra mắt chuyên nghiệp cho AS Trenčín trước ŠK Slovan Bratislava ngày 25 tháng 2 năm 2017. Anh ghi bàn gỡ hòa cho trận đấu.